# 住吉村 (大阪府)
住吉村（すみよしむら）は、かつて大阪府東成郡にあった村。現在の行政区では、大阪市住吉区の北西部（帝塚山・住吉・万代・大領など）と、阿倍野区の南西部（北畠・帝塚山）、および住之江区の一部（現在の住吉公園周辺）にあたる。

## 概要
上町台地の西端に位置していた。北は東成郡天王寺村、東側は東成郡田辺町および長居村、西側は西成郡勝間（こつま）村（のち玉出町）および粉浜村、南側は東成郡墨江村にそれぞれ接していた。
村域の南西端には住吉大社を含んでいた。もと境内地だった墨江村大字長峡を数十メートル挟んだ西側に住吉公園が飛び地として広がっていた。
住吉大社のほか、阿部野神社や生根神社も村域にあった。

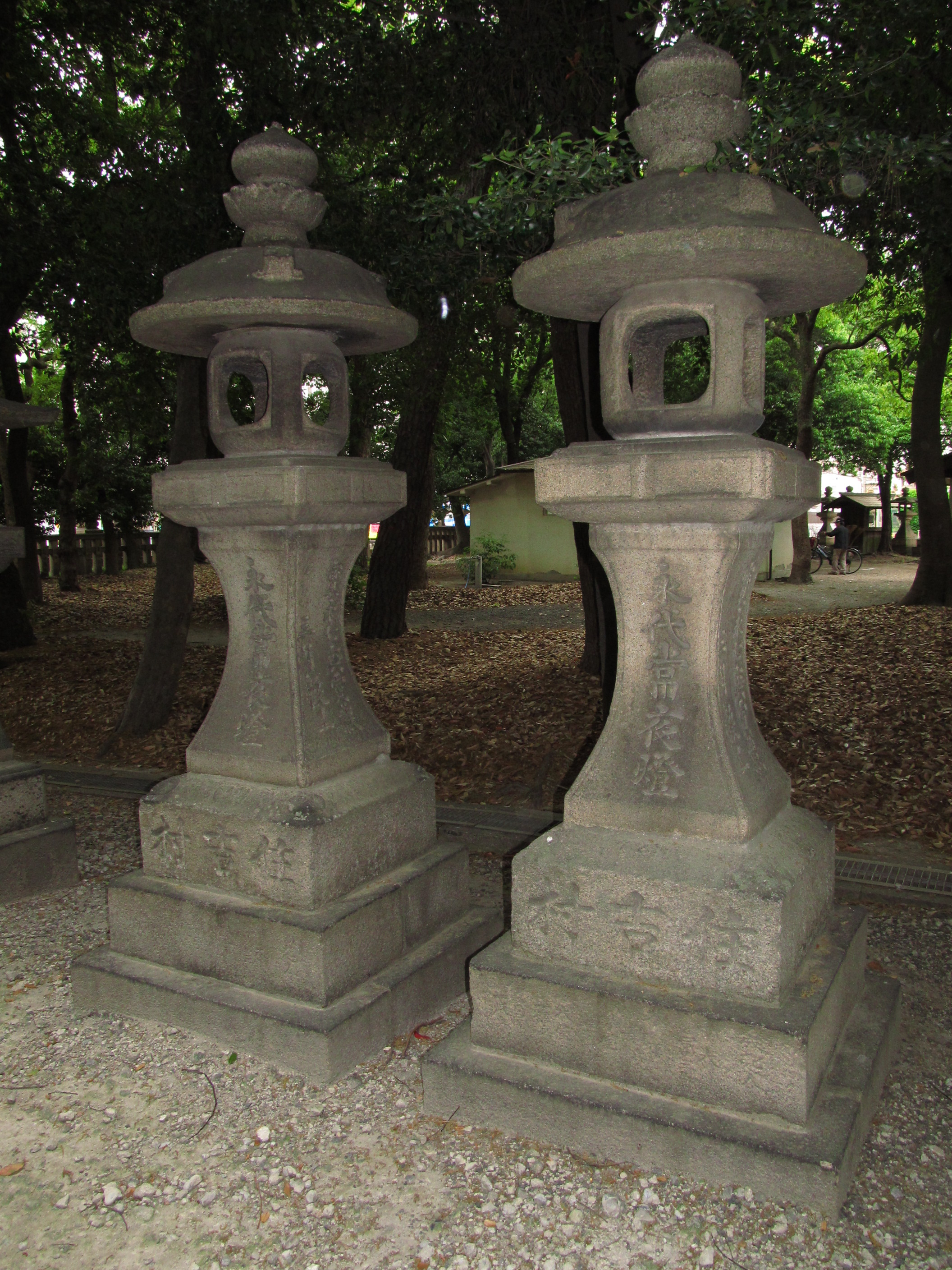
住吉大社境内にある「住吉村」が寄進した石灯籠２組。

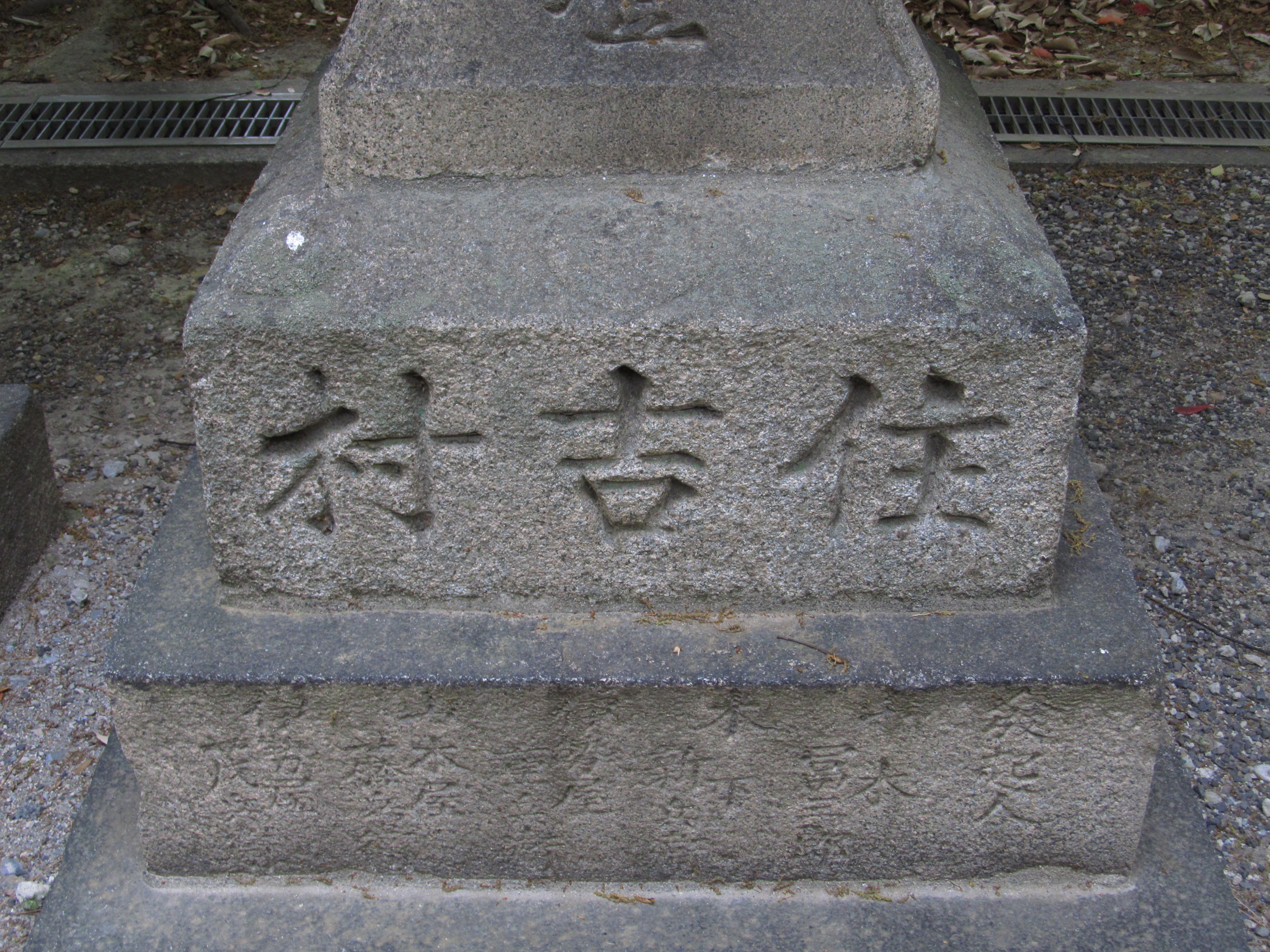
石灯籠に刻まれた「住吉村」の名。

## 沿革
近世は住吉郡住吉村を形成。当初の村域はかなり広かったが、享保年間以降に安立町、七道領村、鳥居村、大領村、新町村、坂之井村、青蓮寺村、千躰村、殿辻村、沢口村、南浜口村、浜口村の1町11村が住吉村から分離したと言われている。
明治になると、住吉大社境内のうち松中町などと呼ばれていた紀州街道が縦断する箇所が1871年に有租地として分離され、翌1872年に住吉郡安立町新田が成立。1882年に長峡（ながお）町に改称の上、1889年の町村制施行では墨江村の大字となった。
長峡町が分離されてもなお、町村制施行当時の住吉村は約400世帯・1600人規模の集落で、住吉村単独での町村制施行となった。1896年の郡の統廃合により、住吉郡が東成郡へ統合されたため、東成郡住吉村となった。
その後村内の北畠・帝塚山地域が住宅地・別荘地として開発されたことに伴い、人口も増加したが、1925年の大阪市第二次市域拡張により、住吉村は大阪市に編入され、住吉区住吉町となった。その後分区により旧村域の一部が阿倍野区・住之江区に属している。

## 官公庁
郵便局は住吉郵便局の管轄となっていた。住吉郵便局は当時、墨江村大字長峡44番地（住吉大社前、現在の住吉区長峡町）にあり、住吉村・墨江村・安立町・津守村・依羅村・長居村・粉浜村を管轄していた。
警察については、明治時代初期に墨江村に第八住吉分屯所が開設され、住吉村も管轄地域に含まれた。複数回の組織改編を経て、明治時代後期には住吉警察署が粉浜村に設置された。住吉警察署は1919年の今宮警察署（現・西成警察署）の分離以降、墨江・安立・依羅・長居・敷津・粉浜・住吉の各町村を管轄区域とした。

## 交通
村内を通る鉄道として、南海鉄道（現在の南海本線）、高野鉄道（現在の南海高野線）、阪堺電気軌道上町線・阪堺線があった。
南海鉄道には開業と同時に住吉駅が設置された。住吉駅は当初は粉浜村にあったが、のちに住吉公園内（従来の駅よりやや南側）に移転して住吉公園駅となった。
高野鉄道には住吉駅（のち住吉東駅に改称）が1900年に設置されている。
上町線は村内の中央部を南北に貫き、村内には北畠・姫松・帝塚山（現・帝塚山三丁目）・神ノ木の4停留場が設けられていた。阪堺線は村の西端を通っていた。
なお、帝塚山駅・帝塚山四丁目停留場については、住吉村当時は未開業だった。

## 教育

### 中等・高等教育
住吉村字播磨塚1459番地・1466番地と天王寺村にまたがる地（現在の阿倍野区王子町4丁目）に1922年4月、官立大阪高等学校が設置された。
また大阪府立女子専門学校（のちの大阪女子大学、現在の大阪府立大学）が1924年に天王寺村・大阪府立阿部野高等女学校内に仮校舎を設置して開校し、翌1925年に住吉村字大茶田1229番地・1230番地（現在の住吉区帝塚山東2丁目）に校舎を構えて移転した。
大阪府立住吉中学校（現在の大阪府立住吉高等学校）は1922年に大阪市北区・大阪府立北野中学校内の仮校舎で開校し、1923年に住吉村字阿部野（現在の阿倍野区北畠3丁目）に移転している。

### 初等教育
1872年の学制発布により、住吉郡の二十数か村（町村制実施により住吉村・墨江村・安立町・敷津村・長居村・依羅村の6町村に再編・集約）の連合で、千躰村（のち墨江村大字千躰、現在の住吉区千躰付近）に住吉小学校が設置された。
住吉小学校は明治時代中期には、住吉村・墨江村・安立町の3か町村連合で運営する東成郡墨江尋常高等小学校（現在の大阪市立墨江小学校）へと改編された。墨江小学校は墨江村に設置されていた。この時点では住吉村独自で小学校を運営するには至らなかった。
1908年4月1日付で学校組合を解消し、住吉村独自の小学校として東成郡住吉尋常小学校（現在の大阪市立住吉小学校）が住吉村字神ノ木333番地（住吉区帝塚山西4丁目）に設置された。開校当初は尋常科のみの設置で、高等科は引き続き墨江校に委託していた。その後1924年には高等科を併設している。
また私立の小学校として、1917年に帝塚山学院小学校が住吉村帝塚山字大帝塚1025番地（現在の住吉区帝塚山中3丁目）に開設されている。